# Митрополит
Митрополит (грч. μητροπολίτης — „становник метрополе“, а метропола је од мајка-град, μητρόπολιν)  је носилац архијерејског чина у средњем степену, испод највишег патријаршијског, а изнад основног епископског (у ужем смислу). У зависности од локалних традиција у помесним црквама, митрополити могу имати виши или нижи ранг у односу на архиепископе. Митрополити могу бити: пуноправни (поглавари аутокефалних, аутономних или окружних митрополија) или почасни (епархијски архијереји којима је митрополитски наслов додељен као знак почасти). Митрополити постоје у Православној цркви, а такође и у свим Оријентално-православним црквама, као и у црквама које су настале из древне Цркве Истока.
У западним црквама као што су Римокатоличка, Англиканска и Старокатоличка постоји степен метрополита.

## Древна црква
Прво спомињање чина митрополита је било у канонима Првог васељенског сабора (325), који је утврдио његово мјесто у црквеној организацији.
Под предсједништвом митрополита сазивали су се сабори епископа у провинцијама (ἤ ἐπαρχία). На митрополите се односило 34. апостолско правило: „Епископи свакога народа треба да знају о томе ко је први међу њима и да га сматрају за главу; ништа важно нека не преузимају без његовог знања, и нека сваки (од епископа) предузима само оно што се тиче његове епархије и подручних места. Али ни овај епископ нека не чини ништа без знања свих осталих епископа јер ће само тако бити једнодушност и прославиће се Бог кроз Господа у Светоме Духу - Отац и Син и Дух Свети.“

## Српска православна црква
У Православној српској цркви, чин митрополита се налази непосредно испод чина архиепископа. Постоји још и титула митрополита скопског коју носи архиепископ охридски Јован VI, поглавар Охридске архиепископије.
Поглавар Српске православне цркве носи почасну титулу: архиепископ пећки, митрополит београдско-карловачки и патријарх српски.

## Руска православна црква
У Православној руској цркви, овај се чин, у периоду зависности од Цариградске патријаршије, давао само њеном предстојатељу — митрополиту кијевском и све Русије.
Кијевски митрополит се једини постављао у Цариграду на основу заједничког указа императора и цариградског патријарха. Епископи у удеоним кнежевинама су имали знатну аутономију од кијевског митрополита.
Након успоставе Московске патријаршије (1589) дошло је до уздизања четири епископије (Новгородске, Ростовске, Казанске и Крутицке) на степен митрополије; али образовање митрополитских округа (митрополија — по примјеру других источних цркава) није извршено. Сви руски јерарси — епархијски архијереји — по својим административним и судским правима су остали једнаки; митрополити су се разликовали од епископа и архиепископа само по почасном првенству.
Од краја 18. вијека па до успоставе патријаршије крајем 1917, у Руској Империји је било само 3 епископске катедре, чији су поглавари носили чин митрополита: Санктпетербуршка, Кијевска и Московска (од 1818).
Данас, у Православној руској цркви, чин митрополита се налази непосредно испод чина патријарха, а изнад чина архиепископа.